# Intercontinental Cup basketbal 1968
De Intercontinental Cup basketbal 1968 in 1968 vond plaats in de Palestra-arena in Philadelphia. Van FIBA Europe speelde Real Madrid en Simmenthal Milano mee. Van de Liga Sudamericana speelde Botafogo FR mee en van de NABL speelde Akron Goodyear Wingfoots mee.

## Wedstrijden
Eerste dag 4 januari 1968
| Real Madrid              | 93 – 84 | Simmenthal Milano |
| Akron Goodyear Wingfoots | 84 – 52 | Botafogo FR       |

Tweede dag 6 januari 1969 3e - 4e plaats
| Simmenthal Milano | 82 – 54 | Botafogo FR |

Tweede dag 6 januari 1969 finale
| Akron Goodyear Wingfoots | 105 – 73 | Real Madrid |

| Rank | Team                     | Record |
| ---- | ------------------------ | ------ |
| 1    | Akron Goodyear Wingfoots | 2-0    |
| 2    | Real Madrid              | 1-1    |
| 3    | Simmenthal Milano        | 1-1    |
| 4    | Botafogo FR              | 0-2    |